# Бутырское (деревня)
Бутырское — деревня в Мишкинском районе Курганской области России. Входит в состав Гладышевского сельсовета.

## Климат
Климат характеризуется как континентальный, с недостаточным увлажнением, холодной малоснежной зимой и тёплым сухим летом. Среднегодовая температура воздуха — 2,1 °С. Средняя максимальная температура воздуха самого тёплого месяца (июля) составляет 23 — 26 °C. Безморозный период длится в течение 115—119 дней в году. Среднегодовое количество атмосферных осадков составляет 370—380 мм.

## История
До 1917 года входила в состав Иванковской волости Челябинского уезда Оренбургской губернии. По данным на 1926 год село Бутырское состояло из 304 хозяйств. В административном отношении являлось центром Бутырского сельсовета Мишкинского района Челябинского округа Уральской области.

## Население
| 1989 | 2002 | 2010 |
| ---- | ---- | ---- |
| 267  | ↘173 | ↘128 |

По данным переписи 1926 года в селе проживало 1400 человек (648 мужчин и 752 женщины), в том числе: русские составляли 96 % населения, украинцы — 4 %.